# Hans Bernhard Ludwig Lembke

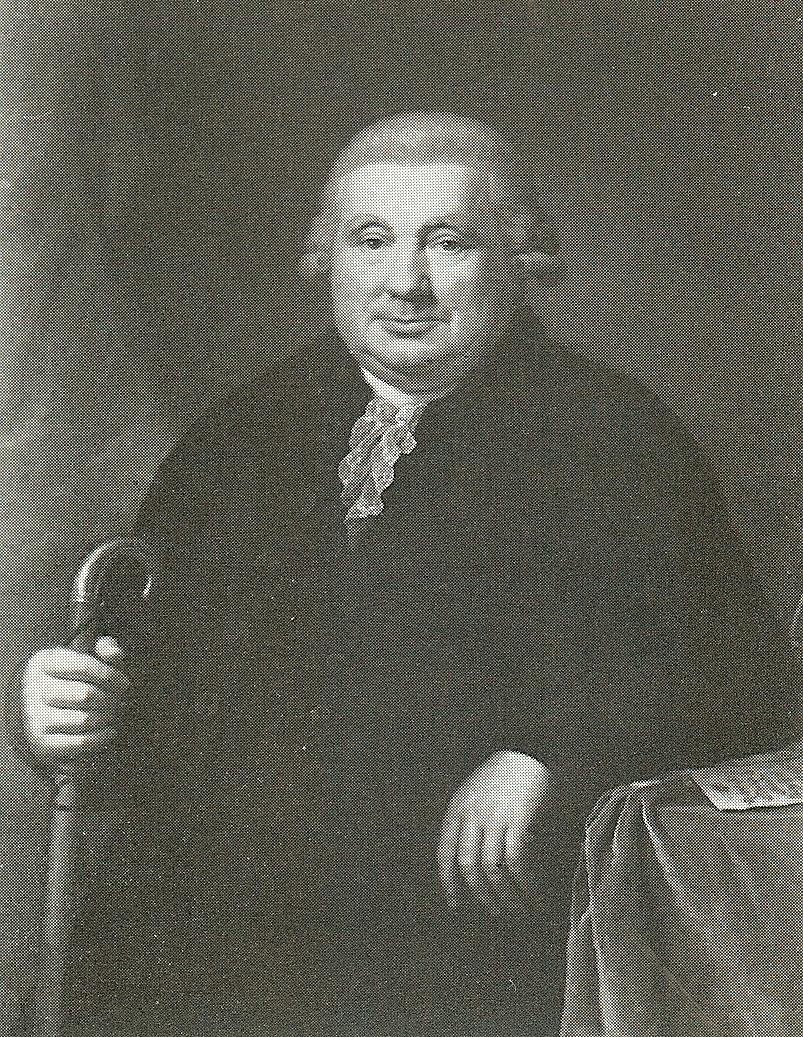
Hans Bernhard Ludwig Lembke, posthumes Porträt von Friedrich Carl Gröger

Hans Bernhard Ludwig Lembke (* 1. Mai 1722 in Greifswald; † 11. April 1803 in Lübeck) war ein deutscher Arzt und Stadtphysicus von Lübeck.

## Leben
Lembke stammte aus einer pommerschen Familie. Sein Großvater war Kaufmann in Barth, sein Vater Christoph Lembke Postmeister in Greifswald, seine Mutter Eva Maria, geb. Weichel, war die Tochter eines in schwedischen Diensten stehenden Offiziers.
Er besuchte das Gymnasium Greifswald und wurde schon als 16-Jähriger an der Universität Greifswald immatrikuliert. Hier studierte er Medizin, vor allem bei seinem Cousin Johann Lembke. 1739 unternahm er eine Reise nach Schweden und besuchte die Universität Lund, Stockholm und die Universität Uppsala. Als im Februar 1741 vermutlich ein Kugelblitz am Turm des Doms St. Nikolai die Einwohner von Greifswald in Angst und Schrecken versetzte, gab er im März in einer Disputation unter dem Vorsitz von Peter Ahlwardt eine naturwissenschaftliche Erklärung des Phänomens. Nach Verteidigung einer weiteren Disputation ging er 1745 auf eine Studienreise, die ihn über Hamburg, Bremen, Deventer, Amsterdam und Haarlem nach Leiden führte. An der dortigen Universität blieb er zwei Jahre und studierte unter anderem bei Bernhard Siegfried Albinus, Hieronymus David Gaub, Adriaan van Royen und Pieter van Musschenbroek. Im Sommer 1746 machte er eine Reise durch die Niederlande, die ihn nach Haarlem, Amsterdam, Saardam, Utrecht, Rotterdam, Delft und Den Haag führte.
1747 kehrte er nach Greifswald zurück, bestand das medizinische Examen und wurde mit einer Dissertation über den Nierenstein am 30. April 1747 unter Vorsitz von Christian Stephan Scheffel zum Dr. med. promoviert. Eine Studienfreundschaft mit Johann Arnold Isselhorst brachte ihn nach Lübeck. Hier führte er mehrere Neuerungen in die ärztliche Praxis der Stadt ein, wie die Behandlung von Fieber mit Chinarinde. 1756 nahm er an seiner Tochter die erste Pockenimpfung durch Variolation in Lübeck vor. 1762 ernannte ihn der Rat zum Assistenten des kränkelnden Stadtphysikus von Franz Jacob von Melle (im Amt 1743–1770) und 1766 zum 2. Physicus mit dem Recht und der Pflicht zur Nachfolge von Melles. Damit verbunden war die Aufsicht über die Hebammen der Stadt. 1769 war er in eine literarische Auseinandersetzung mit Johann Julius Walbaum über praktische Fragen der Geburtshilfe verwickelt. 1783 wurde er zusätzlich Arzt am Lübecker Waisenhaus. Hier gelang es ihm, Hygiene und Gesundheit erheblich zu steigern und die Mortalitätsrate so zu senken, dass in den letzten vier Jahren seiner Amtszeit nur ein Junge starb. Er gründete ein Institut zur Verpflegung und Heilung kranker Dienstboten. In seinen letzten Amtsjahren war Georg Heinrich Behn (1773–1855) sein Assistent.
Er erlebte sowohl sein fünfzigjähriges Amtsjubiläum 1798 als auch seine Goldene Hochzeit 1800.
Seit 1750 war er verheiratet mit Magdalene Elisabeth, einer Tochter des Kaufmanns Johann Hinrich Tesdorpf. Das Paar hatte zwei Töchter. Die erste Tochter Maria Elisabet (* 1752; † 1790) war verheiratet mit dem Kaufmann Joachim Philipp Lange († 1793) und Mutter von 10 Kindern, von denen 1803 noch vier am Leben waren. Die zweite Tochter Catharina Elisabet (* 1754) war verheiratet mit dem Kaufmann Johann Peters und Mutter von sieben Kindern, von denen 1803 noch vier lebten. Der Sohn Johann Christoph (* 1758) starb schon 1761.
Das Lübecker Museum Behnhaus verwahrt ein Porträt Lembkes von Friedrich Carl Gröger.

## Werke
- Fulgur cum tonitru in genere ut et in specie ex turri templi Nicolaitani ortum. Greifswald 1741 (Digitalisat)
- De pyromania in pathologia. Greifswald 1745 (Digitalisat)
- De calculo renali. Greifswald 1748
- Beantwortung der Schrift welche unter dem Titel: Die Beschwerlichkeiten der Geburts-Hülfe aus Beispielen erwiesen, von dem Herrn D. Johann Julius Walbaum ohnlängst durch den Druck bekannt gemacht worden. Donatius, Lübeck / Leipzig 1769, urn:nbn:de:bvb:12-bsb10248262-1